# Титон
Титон (грч. Τιθωνός) је у грчкој митологији био тројански принц.

## Митологија
Аполодор је као његове родитеље помињао Кефала и Еоју, а други Лаомедонта као његовог оца или је Лаомедонт био његов брат. Његова мајка је била Роја или Стрима. Према предању, Титон је био леп младић и зато га је уграбила богиња Еоја и однела у Етиопију. Тамо му је родила два сина, Ематиона и Мемнона. Толико га је волела, да је замолила Зевса да му подари бесмртност, али је заборавила да затражи и вечиту младост за њега. Након срећних година, Титон је почео да стари, али га Еоја није напуштала и појила га је амброзијом и нектаром. Коначно, толико је остарио, да се смежурао и смањио, да Еоја најпре није могла да дели постељу са њим, а потом га је затворила у једну собу. Постоји и прича која каже да га је претворила у зрикавца како би слушала његов слабашан, али мио глас.